# Дом-музей Павла Кузнецова
Дом Павла Кузнецова — дом, в котором в 1878 году родился живописец Павел Варфоломеевич Кузнецов. Находится на пересечении улиц Октябрьская и Валовая города Саратова. После смерти художника в 1968 году было предложено открыть его дом-музей. Однако официальное разрешение на открытие удалось получить только спустя 20 лет. Реконструкция здания началась в 1988 году и длилась вплоть до 1996 года, когда в связи с отсутствием финансирования восстановительные работы приостановились и возобновились только в 1998 году по инициативе городской общественности и сотрудников Саратовского художественного музея имени А. Н. Радищева.
В 2001 году состоялось открытие. В доме Павла Кузнецова есть несколько экспозиционных зон: комнаты, мансарда, сад. В доме частично воссоздан интерьер рубежа XIX—XX веков.
В музее проводятся выставки и фестивали. С 2001 года на базе музея проводятся так называемые арт-экспедиции (проект «Музейная долина») по изучению окрестностей Глебучева оврага и загадочной реки Тайбалык, протекающий под ним. Совершаются вылазки в Маханный овраг и Сечу по местам Павла Кузнецова. Здесь периодически проходят выставки Павла Кузнецова, которые знакомят посетителей с наследием художника.
Двухэтажный деревянный дом с мансардой 1870-х годов постройки, где жил и работал П. В. Кузнецов, является объектом культурного наследия регионального значения и включен в программу по сохранению историко-культурного наследия.

## Фотографии

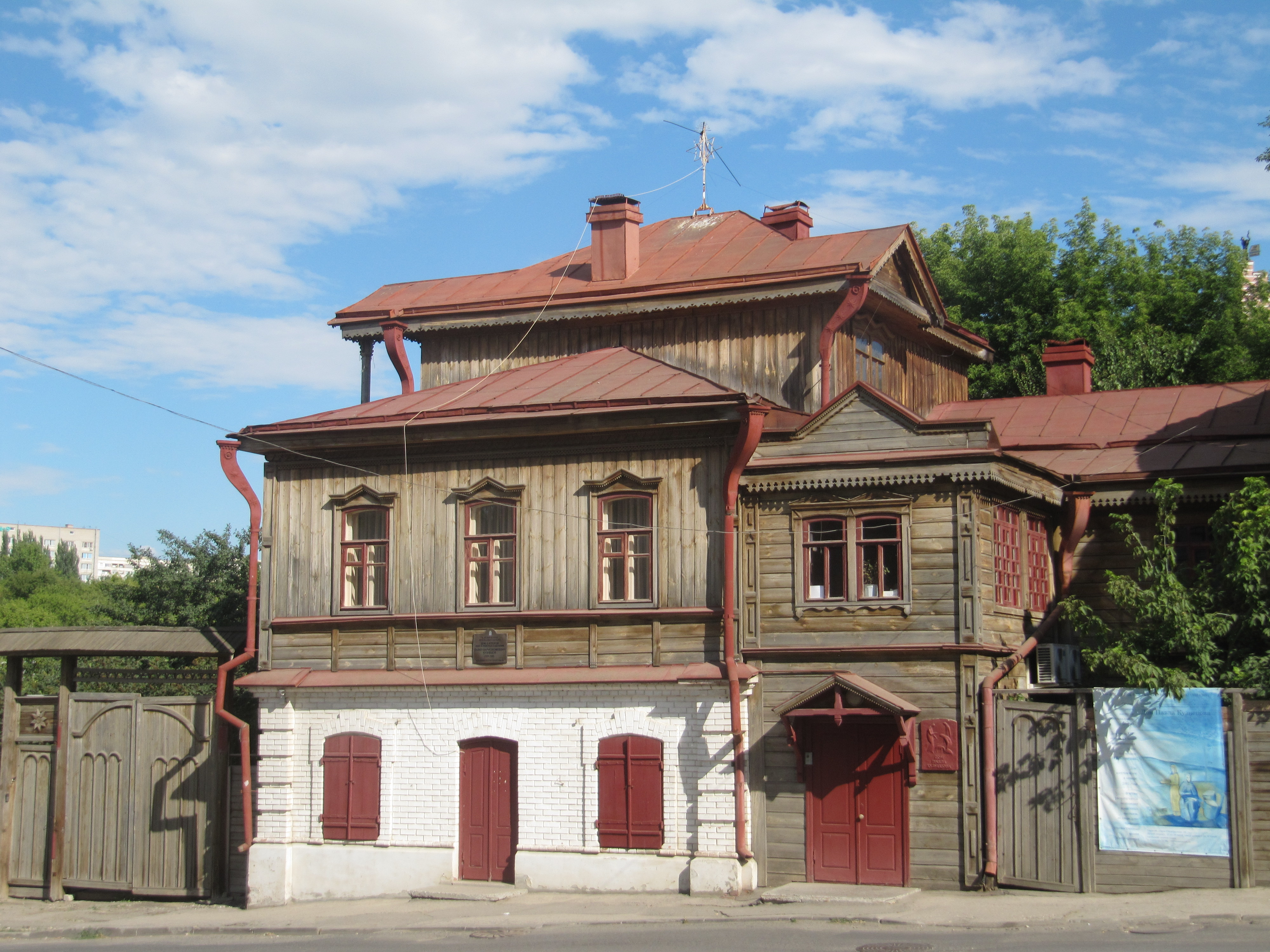
Дом Кузнецова П.В. вход
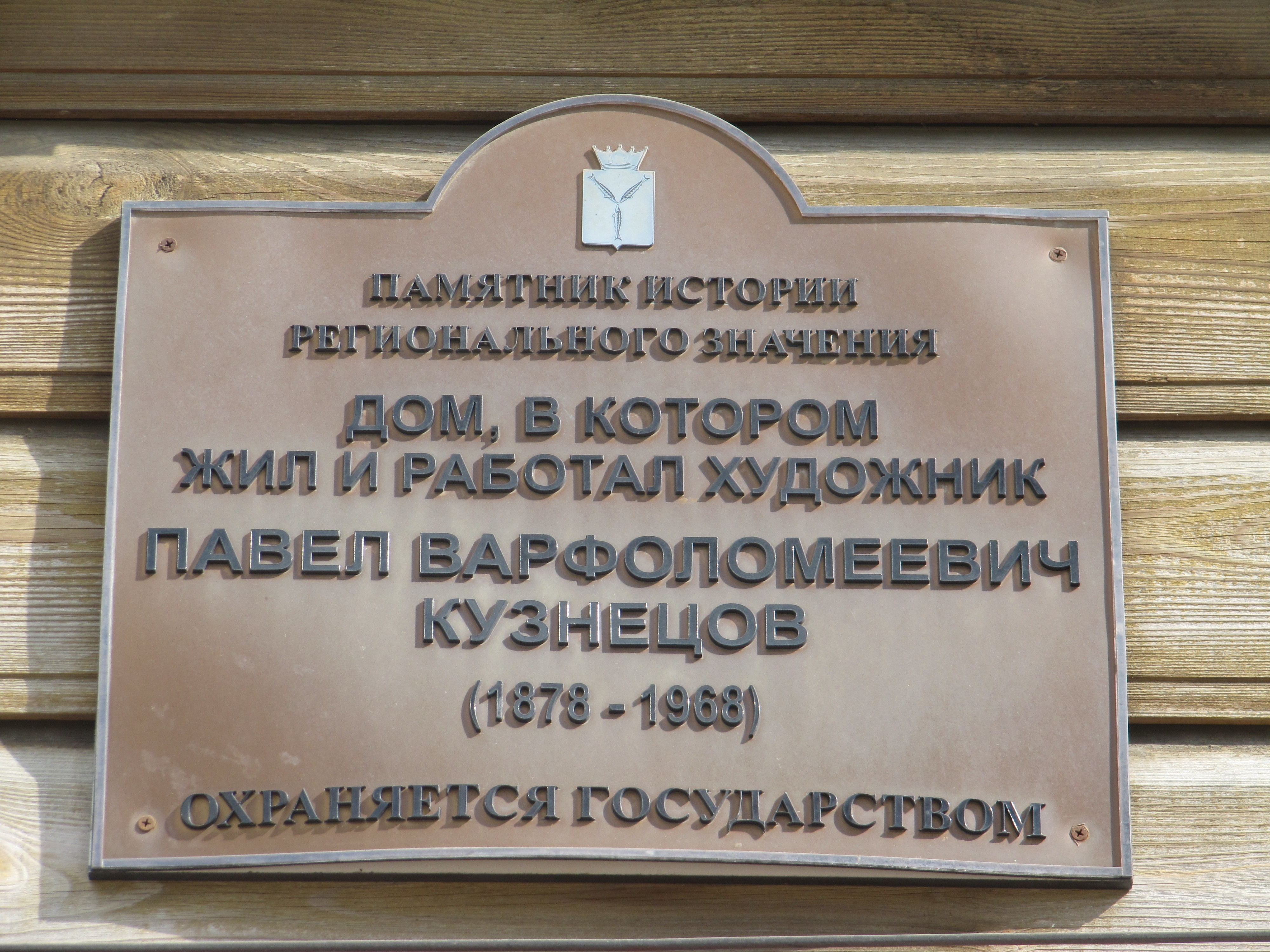
Дом Кузнецова П.В. табличка
Дом Павла Кузнецова вывеска